# Seriton Fernandes
Seriton Fernandes (Goa, 26 ottobre 1992) è un calciatore indiano, difensore del FC Goa.

## Caratteristiche tecniche
È un terzino destro.

## Carriera

### Club
Ha giocato nella prima divisione indiana.

### Nazionale
Nel 2021 ha esordito nella nazionale indiana.

## Statistiche

### Presenze e reti nei club
| Stagione        | Club            | Campionato      | Campionato | Campionato | Coppe nazionali | Coppe nazionali | Coppe nazionali | Coppe continentali | Coppe continentali | Coppe continentali | Supercoppe | Supercoppe | Supercoppe | Totale | Totale |
| Stagione        | Club            | Comp            | Pres       | Reti       | Comp            | Pres            | Reti            | Comp               | Pres               | Reti               | Comp       | Pres       | Reti       | Pres   | Reti   |
| --------------- | --------------- | --------------- | ---------- | ---------- | --------------- | --------------- | --------------- | ------------------ | ------------------ | ------------------ | ---------- | ---------- | ---------- | ------ | ------ |
| 2020-2021       | Goa             | ISL             | 18+1       | 0          | -               | -               | -               | AFC                | 5                  | 0                  | -          | -          | -          | 24     | 0      |
| 2021-2022       | Goa             | ISL             | 17         | 0          | -               | -               | -               | -                  | -                  | -                  | DC         | 1          | 0          | 18     | 0      |
| 2022-2023       | Goa             | ISL             | 15         | 0          | SC              | 0               | 0               | -                  | -                  | -                  | DC         | -          | -          | 15     | 0      |
| 2023-2024       | Goa             | ISL             | 21+3       | 0          | SC              | 3               | 0               | -                  | -                  | -                  | DC         | 3          | 0          | 30     | 0      |
| 2024-2025       | Goa             | ISL             | 6          | 0          | SC              | 1               | 0               | -                  | -                  | -                  | DC+BT      | -+0        | -+0        | 7      | 0      |
| Totale Goa      | Totale Goa      | Totale Goa      | 81         | 0          |                 | 4               | 0               |                    | 5                  | 0                  |            | 4          | 0          | 94     | 0      |
| Totale Carriera | Totale Carriera | Totale Carriera | 81         | 0          |                 | 4               | 0               |                    | 5                  | 0                  |            | 4          | 0          | 94     | 0      |

### Cronologia presenze e reti in nazionale
| Cronologia completa delle presenze e delle reti in nazionale ― India | Cronologia completa delle presenze e delle reti in nazionale ― India | Cronologia completa delle presenze e delle reti in nazionale ― India | Cronologia completa delle presenze e delle reti in nazionale ― India | Cronologia completa delle presenze e delle reti in nazionale ― India | Cronologia completa delle presenze e delle reti in nazionale ― India | Cronologia completa delle presenze e delle reti in nazionale ― India | Cronologia completa delle presenze e delle reti in nazionale ― India |
| Data                                                                 | Città                                                                | In casa                                                              | Risultato                                                            | Ospiti                                                               | Competizione                                                         | Reti                                                                 | Note                                                                 |
| -------------------------------------------------------------------- | -------------------------------------------------------------------- | -------------------------------------------------------------------- | -------------------------------------------------------------------- | -------------------------------------------------------------------- | -------------------------------------------------------------------- | -------------------------------------------------------------------- | -------------------------------------------------------------------- |
| 2-9-2021                                                             | Katmandu                                                             | Nepal                                                                | 1 – 1                                                                | India                                                                | Amichevole                                                           | -                                                                    | 46’                                                                  |
| 5-9-2021                                                             | Katmandu                                                             | Nepal                                                                | 1 – 2                                                                | India                                                                | Amichevole                                                           | -                                                                    |                                                                      |
| 7-10-2021                                                            | Malé                                                                 | India                                                                | 0 – 0                                                                | Sri Lanka                                                            | SAFF Championship 2021 - 1º turno                                    | -                                                                    |                                                                      |
| 26-3-2022                                                            | Riffa                                                                | India                                                                | 0 – 3                                                                | Bielorussia                                                          | Amichevole                                                           | -                                                                    | 46’                                                                  |
| Totale                                                               |                                                                      | Presenze                                                             | 4                                                                    |                                                                      | Reti                                                                 | 0                                                                    |                                                                      |

## Palmarès

### Competizioni nazionali
- Durand Cup: 1

2021
- Bandodkar Trophy: 1

Goa: 2024
- Super Cup: 1

Goa: 2025

### Nazionale
- SAFF Championship: 1

2021